# Annales regni Francorum
Annales regni Francorum (česky Letopisy království Franků, též označované Annales Francorum) nebo také Annales Laurissenses maiores (česky Větší anály loršské) jsou franské anály popisující období od smrti Karla Martela roku 741 až do krize Ludvíka I. Pobožného v roce 829, zejména činy Karla Velikého. 

## Autor
Autorství letopisů není známo, ačkoli německý historik Wilhelm von Giesebrecht tvrdil, že autorem jejich rané sekce dochované v kopii v opatství Lorsch byl Arno ze Salcburku (asi 750–821). V minulosti byl za autora části análů pro léta 795-820 (mylně) považován franský opat a životopisec Einhard, proto bývaly též označovány jako Annales qui dicuntur Einhardi (česky Letopisy takřečeného Einharda).
Hloubka znalostí o dvorských záležitostech naznačuje, že anály psaly osoby blízké králi a jejich počáteční neochota komentovat franské porážky prozrazuje, že by mohly být oficiálním dílem karolínské propagandy. Ačkoli informace v letopisech jsou silně ovlivněny autorským záměrem ve prospěch Franků, jsou anály zásadním zdrojem informací z období vlády Karla Velikého.

## Pokračování
Jejich pokračováním byly:
- Fuldské letopisy (Annales Fuldenses, pokračování pro Východofranskou říši)
- Letopisy sv. Bertina (Annales Bertiniani, pokračování pro Západofranskou říši)